# Steponas Darius

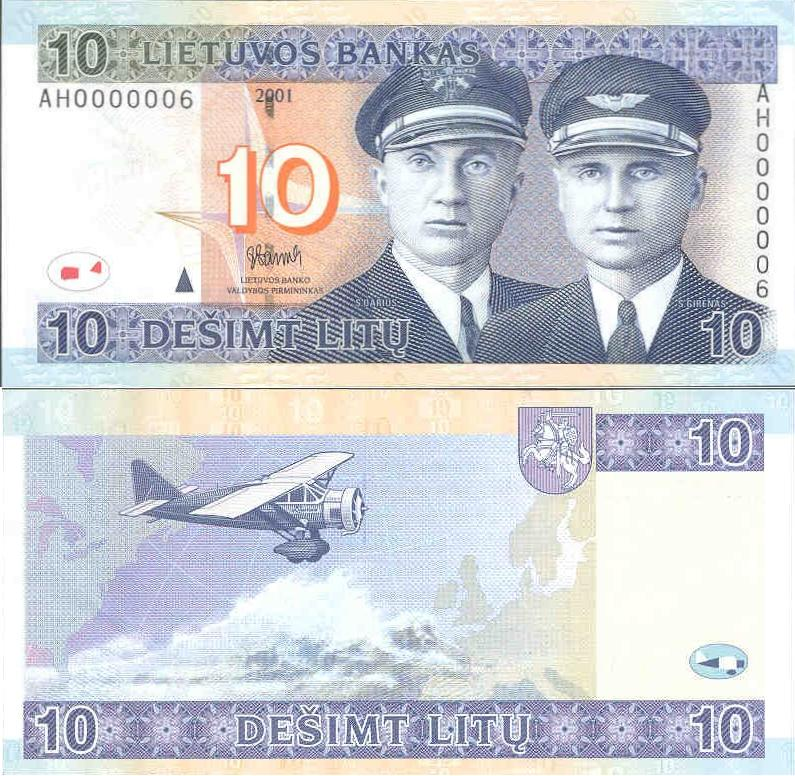
Steponas Darius och Stasys Girėnas, avbildade på en sedel från Litauen.

Steponas Darius (född Steponas Darašius) född 8 januari 1896 i Rubiškė, Litauen, död 17 juli 1933 nära Soldin i dåvarande Tyskland) var en litauisk-amerikansk pilot.
Darius som var född i distriktet Klaipėda i Litauen, emigrerade till USA med sin familj 1907. 1917 gick han med i amerikanska armén, efter att USA trätt in i första världskriget och ändrade sitt namn till Darius. Han tjänstgjorde som telefonist i 149:e fältartilleriregementet under strider i Frankrike. Han blev där sårad och erhöll Purple Heart (Purpurhjärtat).
1920 återvände han till Litauen och tog anställning i den litauiska armén och examinerades från officersutbildning 1921. Under sin tid i Litauen genomförde han också pilotutbildning varefter han 1927 återvände till USA och fick anställning i ett civilt flygbolag.
15 juli 1933 gjorde han tillsammans med Stasys Girėnas ett försök till en nonstopflygning från New York till Kaunas i Litauen en sträcka av 7 186 km. De flög en Bellanca CH 300 Pacemaker och korsade Atlanten på en tid av 37 timmar 11 minuter. Klockan 0.36 CET havererade de på grund av svåra väderförhållanden kombinerade med motorstörningar i byn Kuhdamm nära Soldin i Tyskland (numera Pszczelnik i Myślibórz-distriktet i Polen cirka 60 km söder om Szczecin), varvid båda omkom. De hade då klarat av 6 411 km och hade kvar cirka 650 km av den avsedda flygningen.